# Matteo da Gualdo

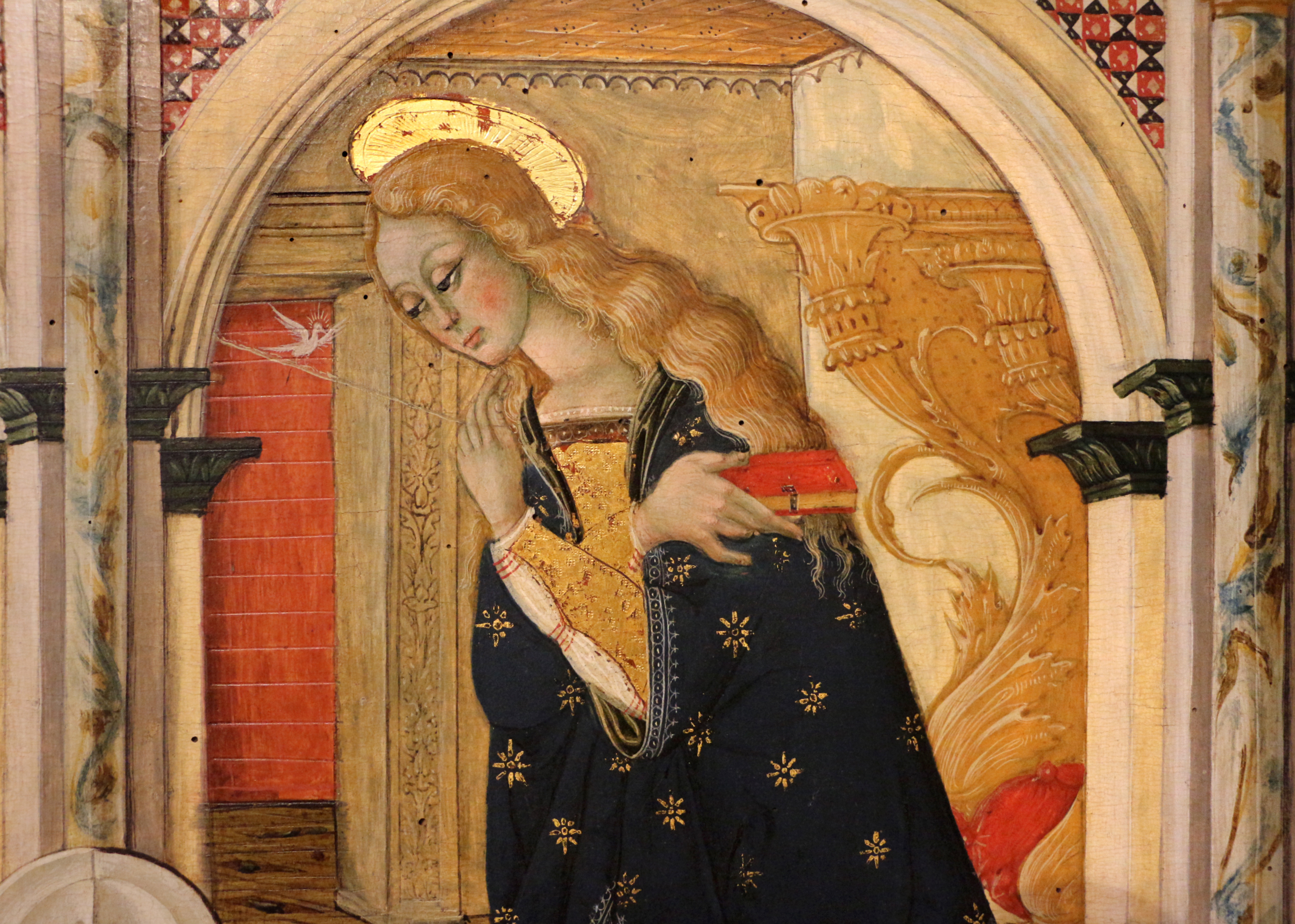
Dettaglio dell'Annunciazione di Gualdo Tadino, Museo Civico Rocca Flea, Gualdo Tadino

Matteo da Gualdo di Pietro di Giovanni di Ser Bernardo (Gualdo Tadino, 1430/1435 circa – Gualdo Tadino, 1507) è stato un pittore italiano.

## Biografia
Fu uno dei più illustri esponenti di una singolare famiglia di notai-pittori che lasciò importanti testimonianze nel territorio gualdese e nelle vicine città di Nocera Umbra, Assisi, Casacastalda, Sigillo, Gubbio e Sassoferrato.
Matteo di Pietro di Ser Bernardo nasce a Gualdo Tadino, allora conosciuta solo come Gualdo, tra il 1430 e il 1435. Suo padre Pietro è notaio, come lo è stato anche suo nonno Bernardo. Seguendo la tradizione di famiglia il giovane viene avviato allo studio del diritto: in verità le fonti non chiariscono dove e quando abbia appreso il mestiere di famiglia, né tantomeno dove e quando Matteo abbia imparato l'arte della pittura. Pur occupandosi spesso, per tutto il corso della sua vita, di questioni politiche cittadine, fungendo da arbitro, da garante, da testimone, ricoprendo cariche importanti, come Rettore delle Arti e Priore, egli si firma e viene sempre menzionato come magister, o più chiaramente pictor, ma mai notarius, ovvero notaio. In passato sono state avanzate ipotesi su di una sua frequentazione marchigiana per quel che riguarda un suo possibile periodo di apprendistato in una bottega. Sebbene non si abbiano prove al riguardo, è comunque possibile riscontrare la presenza di un nome indicativo: in uno dei suoi testamenti Matteo nomina maestro Benedetto di Sante da Camerino, al quale sembra essere molto legato, tanto che nel successivo testamento, che segue di qualche anno, non essendo evidentemente Benedetto più in vita, il pittore gualdese non tralascia di menzionare al suo posto i figli, abitanti però non nelle Marche ma in Gualdo Tadino. 

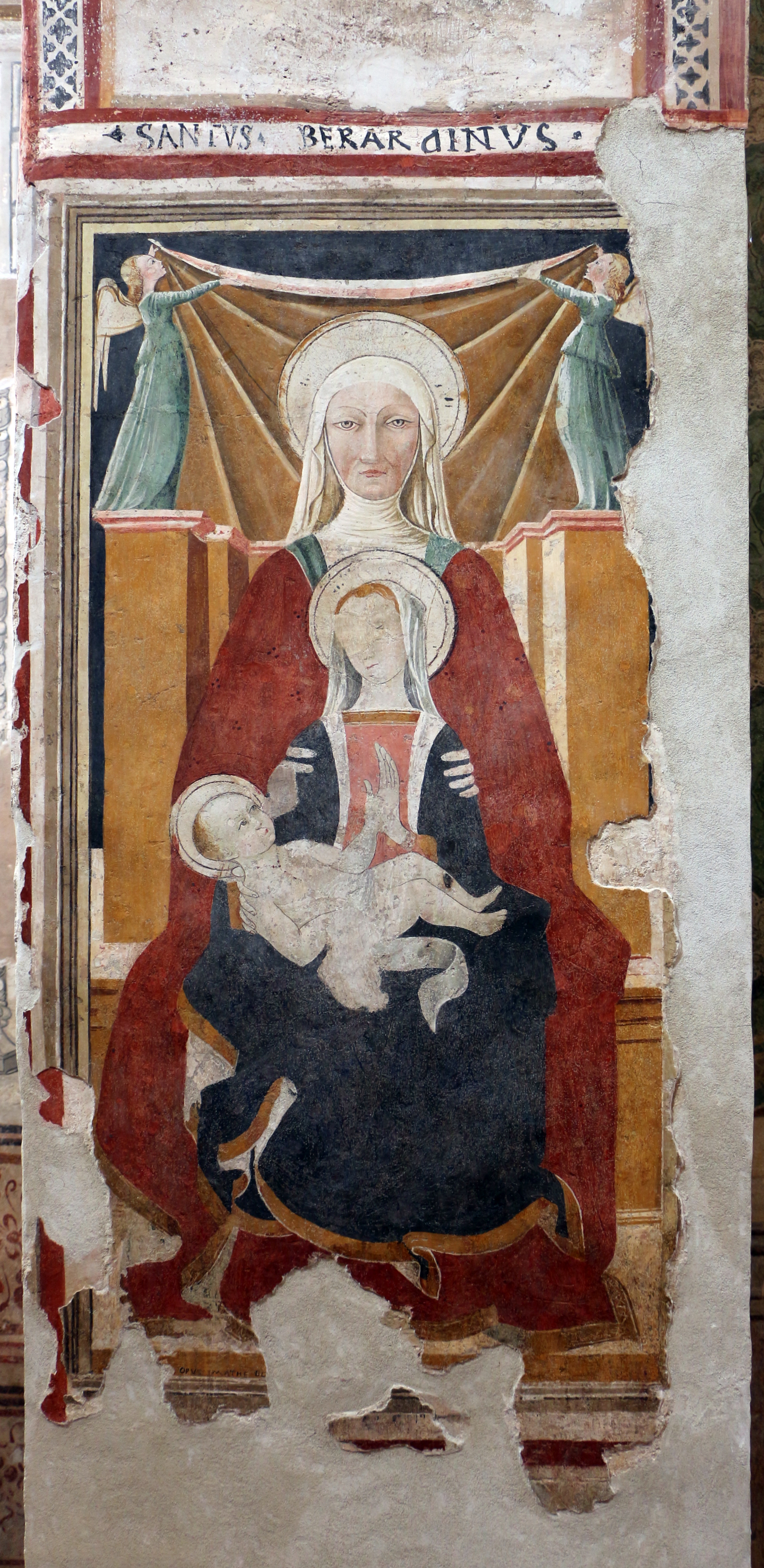
Sant'Anna Metterza, chiesa di San Francesco, Gualdo Tadino

La più antica opera documentata è stata datata tra la fine degli anni '50 e i primi anni '60 del Quattrocento, una Sant'Anna Metterza dipinta per la chiesa di San Francesco di Gualdo Tadino. L'affresco, che la critica ha riconosciuto come influenzato dallo stile camerte e già parzialmente da quello folignate, riporta la firma parziale del pittore: "OPVS MATHEI DE [...]". La prima opera nota su supporto ligneo è di poco successiva e riporta la data, 16 aprile 1462, e nuovamente la firma, che compare in un elegante cartiglio che richiama forse la sua tradizione giuridica, e quindi l'ottima capacità di scrittura. Il "finto trittico", la Madonna col Bambino in trono tra San Francesco, San Bernardino, Santa Caterina d'Alessandria e Santa Margherita, gli viene commissionato dall'ormai scomparso monastero di Santa Margherita di Gualdo. L'opera è ulteriore testimonianza dell'influenza camerte, e anche padovana, e del legame con Foligno, e quindi con Bartolomeo di Tommaso: si confrontino i pilastrini ritorti della pala gualdese e i simili esempi della Madonna col Bambino e i santi Giovanni Battista e Maria Maddalena, Cristoforo e Domenico proprio di Bartolomeo, tavola datata al 1450 e oggi conservata presso la Galleria nazionale delle Marche.

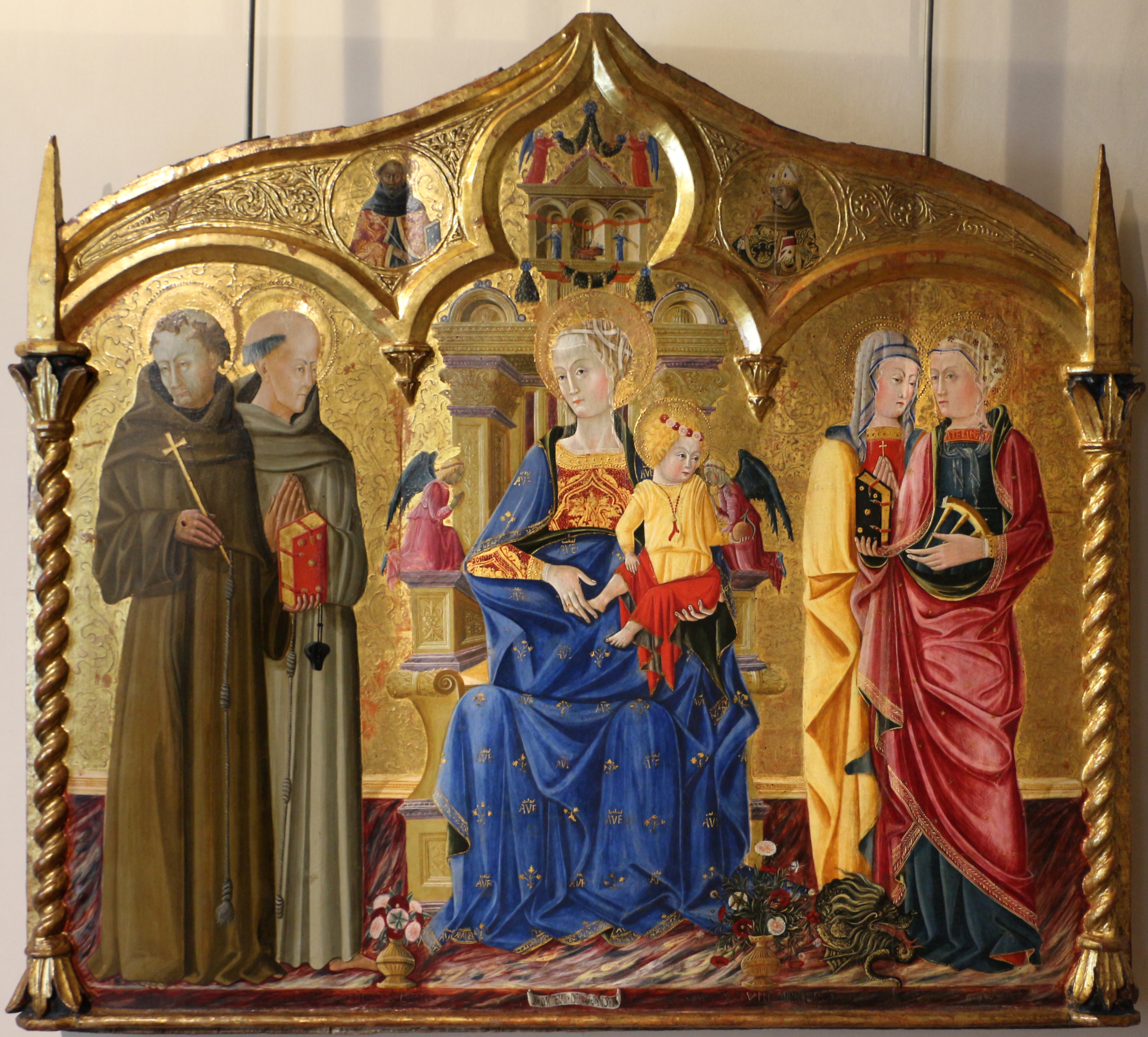
Madonna col Bambino in trono tra San Francesco, San Bernardino, Santa Caterina d'Alessandria e Santa Margherita, Pinacoteca Civica Rocca Flea, Gualdo Tadino

 Matteo è certamente a conoscenza delle opere del folignate: attribuiti alla scuola di Bartolomeo, o alla sua stessa mano, i lacerti di affreschi presenti sulla parete destra e in controfacciata presso la chiesa di Santa Maria dei Raccomandati di Gualdo Tadino, e la confraternita omonima, che nell'edificio aveva la sua sede, commissiona una tavola a "Maestro Bartolomeio de Folignie", dipinta nel 1451, per la quale si conserva ancora una nota di pagamento nel registro della stessa consorteria gualdese. La pala di Santa Margherita è oggi ritenuta uno straordinario accordo di più stili, con elementi provenienti dall'ambito di Antonio da Fabriano, da Girolamo di Giovanni di Camerino e da Giovanni Boccati.
Nel giugno 1468 Matteo si sposa con Margherita di Andrea di Giovanni di Elemosina da Crocicchio: dal matrimonio nasceranno Michelangelo, Girolamo, Antonia e Francesco. Se del primogenito non si hanno grandi notizie, di certo le fonti fanno pensare ad una sua prematura dipartita, in giovane età, vista la scomparsa dai documenti paterni. Girolamo invece sarà l'erede della bottega, sita in quartiere San Martino, che lascerà poi a suo figlio Bernardo. I due, oltre a continuare la tradizione pittorica di Matteo, proseguiranno anche il mestiere notarile. Nemmeno su Francesco si hanno grandi notizie, se non quelle che riguardano i suoi coinvolgimenti con gli scontri cittadini, nell'ambito dei quali rimarrà ucciso tra il 1511 e i primi mesi del 1515. Antonia sarà l'unica a portare avanti la linea familiare insieme alla figlia di Francesco, Francesca. 
Alla fine degli anni '60 del XV secolo Matteo inizia quell'intenso lavoro sul territorio gualdese, nocerino, e assisiate, che lo porterà ad adoperarsi per soddisfare molte commissioni, sia di opere a fresco sia su legno. 

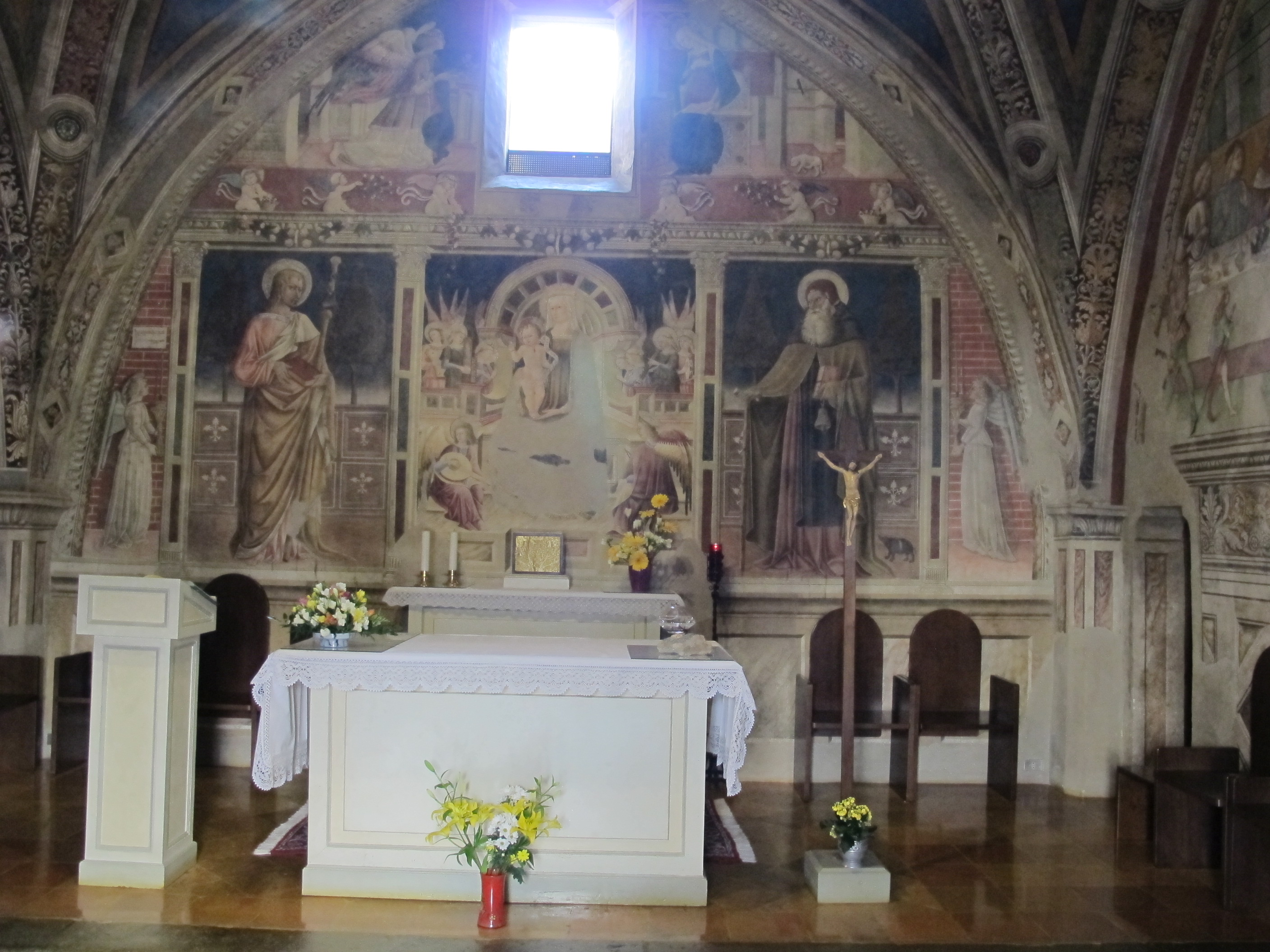
Parete di fondo dell'Oratorio dei Pellegrini, Assisi

Nel 1468 dipinge la parete di fondo dell'Oratorio dei pellegrini, ad Assisi, opera datata e firmata, e completata con la parete esterna dieci anni dopo.

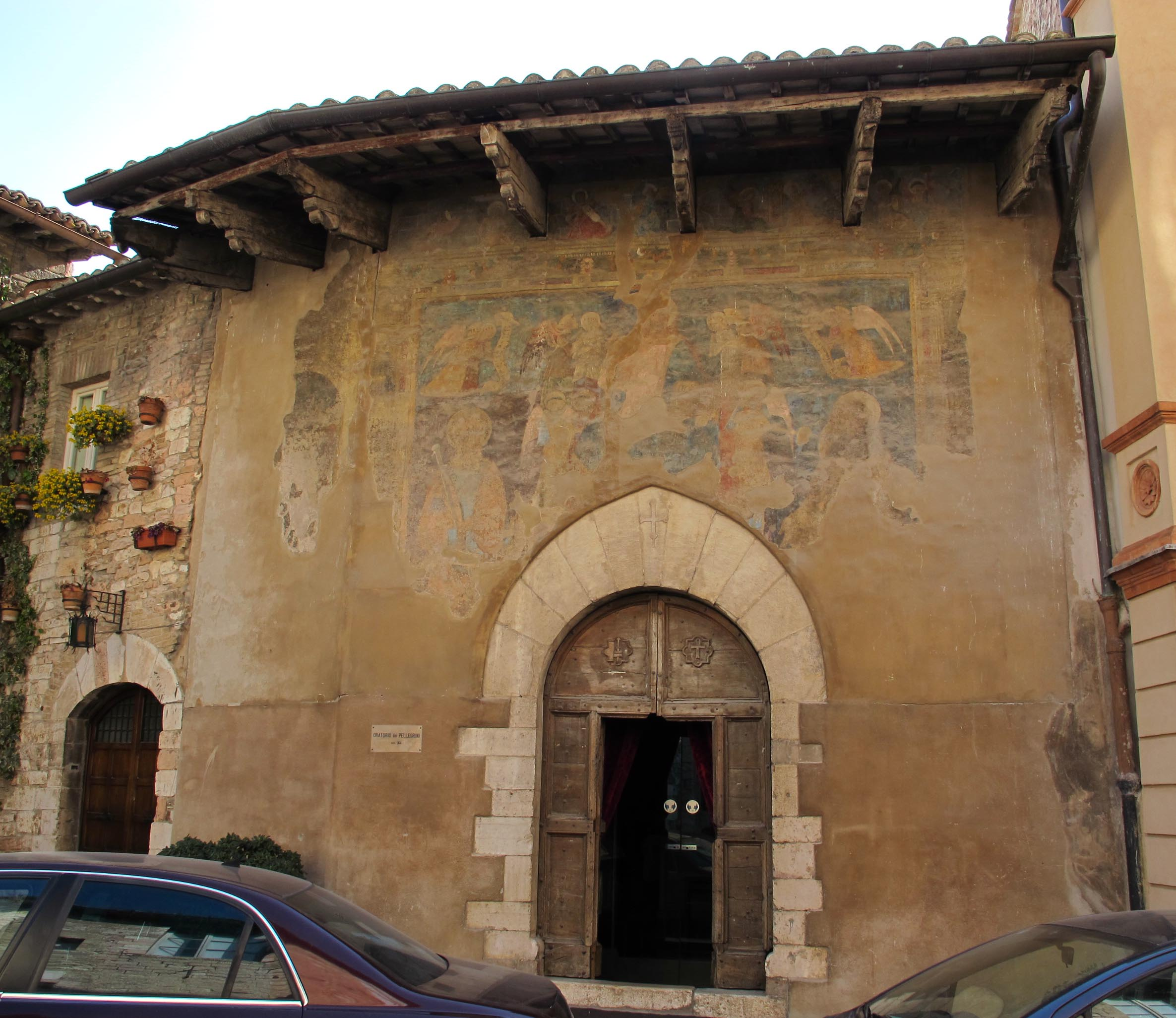
Facciata esterna dell'Oratorio dei Pellegrini, Assisi

Sempre ad Assisi, notevole il trittico commissionato dalla chiesa di San Pietro, Madonna con Bambino in trono e angeli, San Pietro e San Vittorino, e quello dipinto per la chiesa di Santa Maria delle Grazie di Palazzo (Assisi), Madonna in trono col Bambino tra San Francesco e San Sebastiano. Oggi conservata presso il Museo diocesano e cripta di San Rufino insieme agli affreschi staccati dipinti per la Confraternita del Santissimo Sacramento, la pala è stata restaurata nel 2021 da Francesca Canella e Christiane Zschiesche, rivelando la data, 1477, e la firma del pittore, precedentemente nascoste da una cornice aggiunta successivamente.
Matteo da Gualdo caratterizza fortemente un territorio riscontrabile in quell'area collinare che precede la montagna, stretta tra il Monte Subasio e gli Appennini propriamente detti. Una fascia che si dipana da sud a nord seguendo i castelli e i borghi di cui il territorio era ed è ricco, con qualche esempio anche nelle Marche: è degli ultimi anni '80 del Quattrocento il Trittico di San Lorenzo, Madonna in trono col Bambino tra San Lorenzo e San Sebastiano, conservato nell'omonima chiesa in località Coldellanoce, a Sassoferrato. 

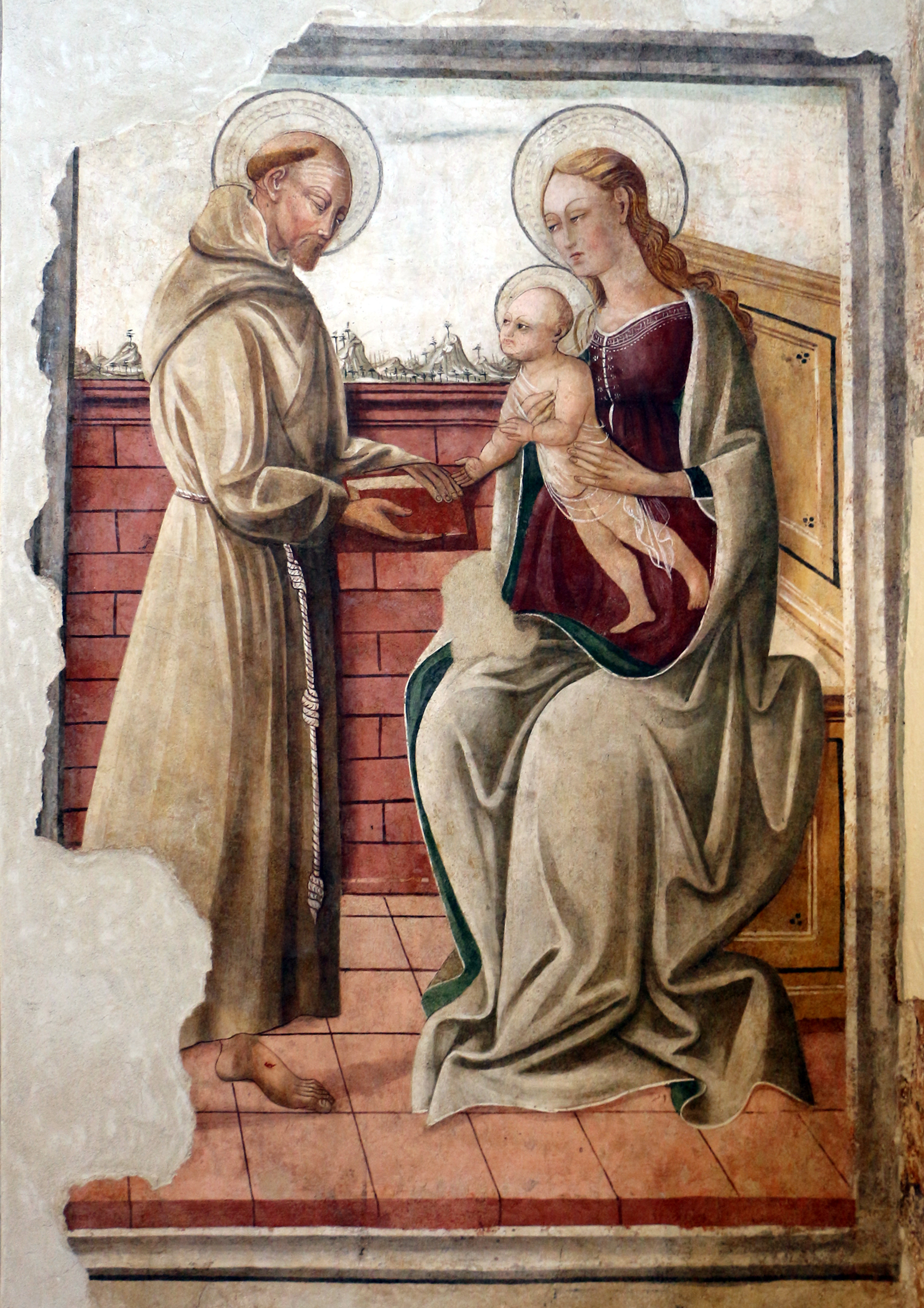
San Francesco presenta la Regola alla Vergine col Bambino, chiesa di San Francesco, Gualdo Tadino

 Esemplari il trittico di Casacastalda, castello del comune di Valfabbrica, con l'elegante capolettera della firma che sembra provenire dal mondo della miniatura; la Sant'Anna Metterza e la Madonna della Misericordia di Villa Scirca, Sigillo; la Vergine in trono presso la chiesa di San Pellegrino (Gualdo Tadino).
Nella sua città natale il pittore è tenuto in grande considerazione: è chiamato più volte a fare da arbitro, giudice, garante, ricopre il ruolo di Rettore delle Arti e nel 1492 figura tra i Priori del Comune. In patria, Matteo di Pietro lascia molti esempi della sua arte. Suoi gli affreschi nella chiesa di San Rocco, presso l'eremo dedicato al compatrono, Beato Angelo da Gualdo Tadino o da Casale, presso l'antichissima chiesa di San Facondino e quindi alla basilica di San Francesco. Caratterizzati dal solito allungamento dei corpi ma anche da una rinnovata dinamicità la Vergine col Bambino tra San Francesco e San Secondo e il San Francesco che porge la Regola alla Vergine.

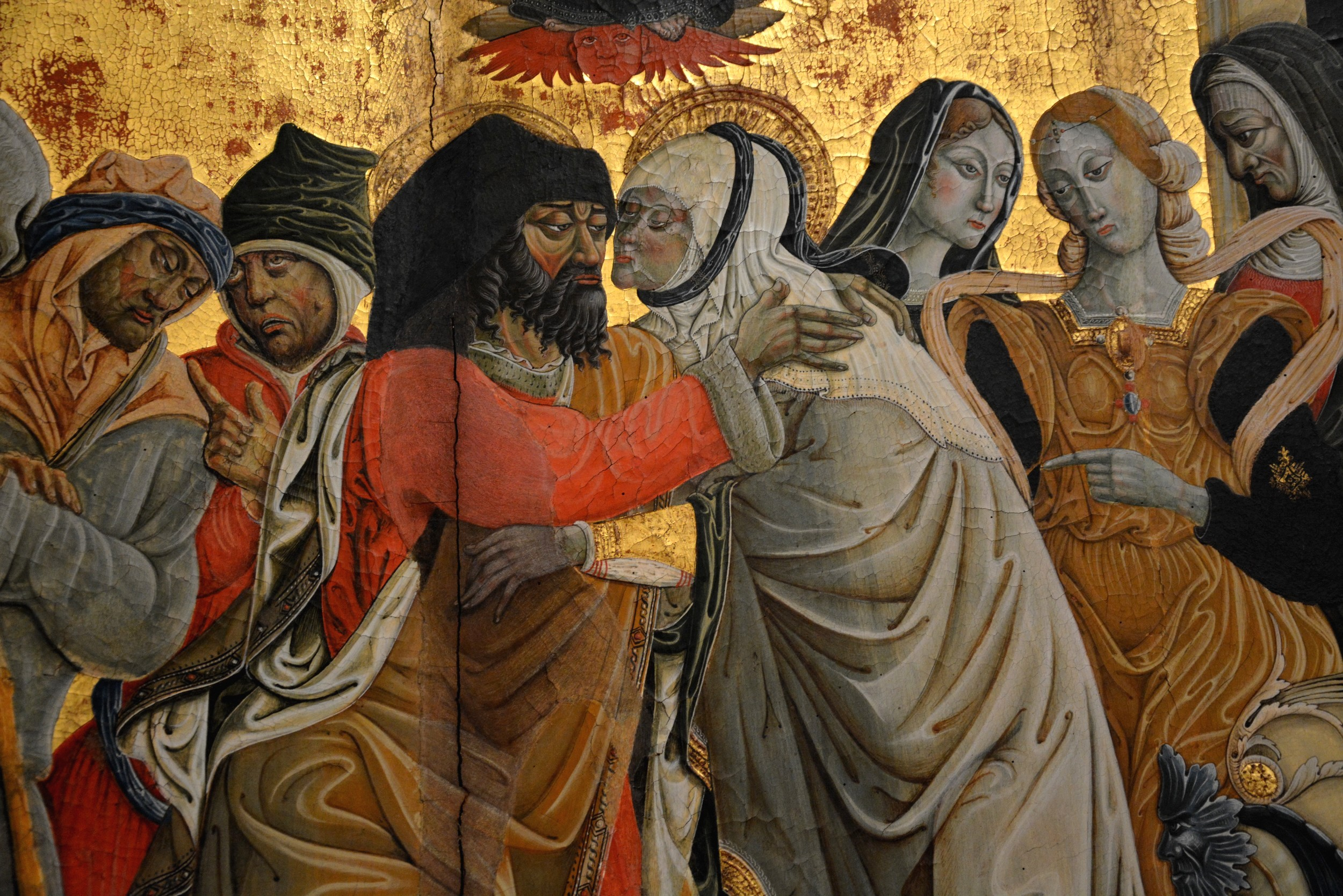
Incontro fra Gioacchino e Anna alla Porta Aurea, dettaglio, chiesa di San Francesco, Nocera Umbra

 Gran parte delle opere lignee sono oggi conservate presso la Rocca Flea, compresa negli spazi del polo museale cittadino. Insieme agli affreschi e alla grande pala d'altare della chiesa di San Francesco (Nocera Umbra), sono in parte esemplari dell'ultimo periodo del pittore del Rinascimento Eccentrico: il gusto dell'antico e del classico si fondono con echi crivelleschi nell'Incontro fra Gioacchino e Anna alla Porta Aurea di Nocera Umbra e nell'Annunciazione di Gualdo Tadino. Celebre il cosiddetto Albero di Jesse, con l'intenso segno grafico in passato paragonato al tratto della Sgorbia.

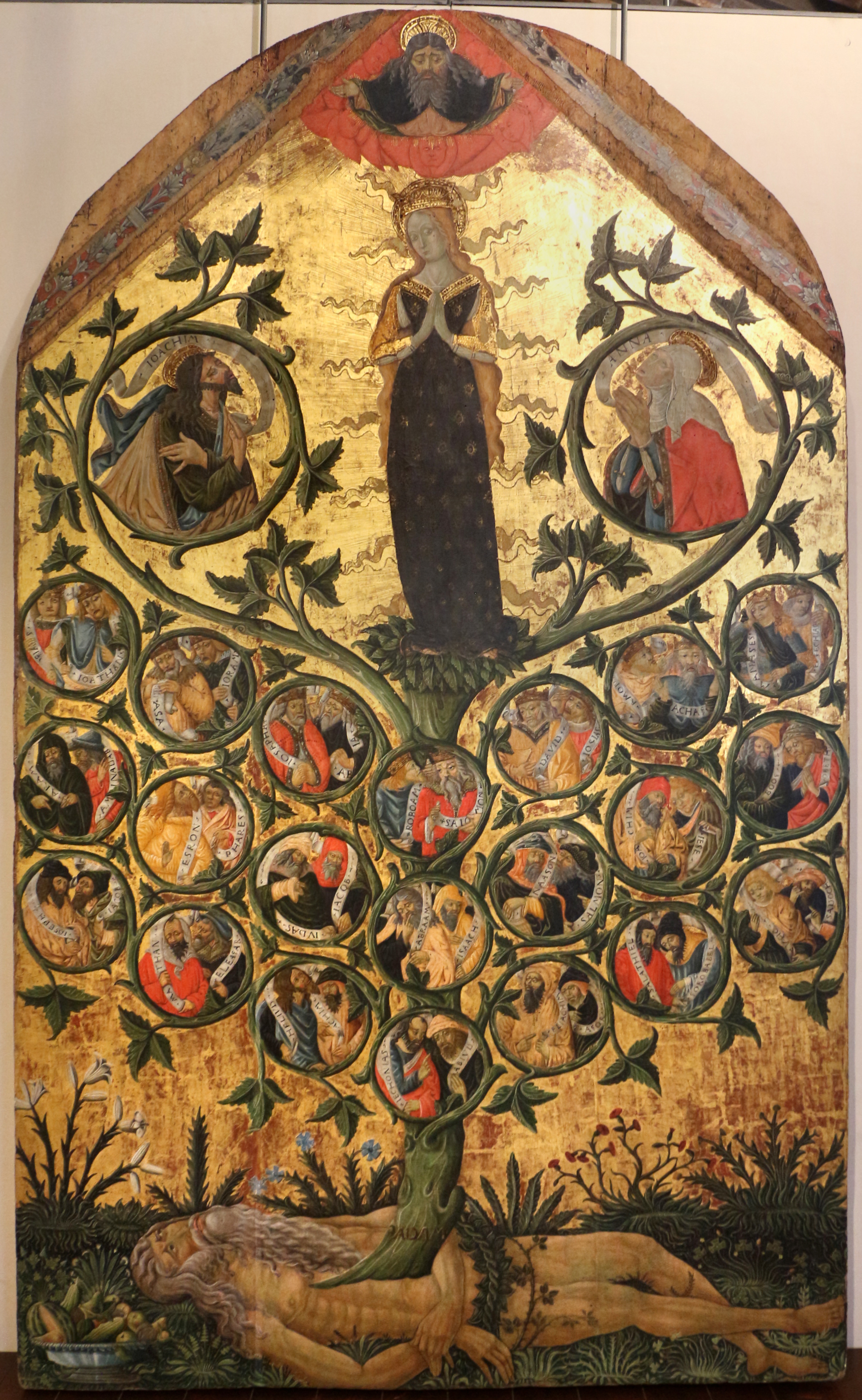
Albero genealogico della stirpe di David o Albero di Jesse, Rocca Flea, Gualdo Tadino

 Non si hanno notizie certe sulla data della sua scomparsa ma questa deve avvenire tra il 21 gennaio 1507, data in cui il pittore detta un codicillo al suo ultimo testamento, rogato dal notaio Piero di Mariano di Lorenzo e affidato al padre guardiano dei Minori, e il 29 gennaio 1507, quando il suo ultimogenito Francesco apre le ultime volontà del padre proprio in San Francesco.
La bottega sarà portata avanti dal figlio Girolamo e dal nipote Bernardo. In alcuni lavori sparsi sul territorio nocerino e più a sud, fino a Spello, si riscontreranno pittori che seguiranno lo stile del gualdese, non sappiamo se suoi allievi.

## Lo stile
Pur risentendo delle influenze provenienti dal folignate, dal marchigiano e dal padovano, Matteo rielabora nel tempo le forme creando un proprio linguaggio, coerente con il suo ambiente culturale, sociale e politico: il pittore gualdese si muove in un'area compresa attorno all'Appennino umbro-marchigiano, declinando il suo stile in maniera personale. La mostra dedicatagli nel 2004 ha coniato l'espressione Rinascimento Eccentrico per descrivere la distanza geografica e stilistica dalla maniera che inizia ad imporsi nell’Italia centrale nella seconda metà del XV secolo. La critica storico-artistica avrebbe riconosciuto nei suoi tratti differenti influenze: nel tempo, il pittore sembra risentire degli esempi provenienti da Foligno e quindi da Bartolomeo di Tommaso e Nicolò Alunno, dei quali può vedere alcuni lavori proprio in patria, ma anche dalle Marche, con Cola di Pietro da Camerino, Arcangelo di Cola, Carlo Crivelli, senza disconoscere la scuola padovana, con Francesco Squarcione, Giorgio Schiavone, Marco Zoppo e la cultura pittorica "adriatica", tramite dei veneziani, legata ancora al Tardo gotico ma dalla forte ricerca antiquaria e recupero del classico. Il risultato di questa combinazione fu che il suo stile divenne fortemente personale, ricco di spunti fantastici, a tratti irrealistici, come le pose espressive dei volti o certi gesti bruschi e quasi innaturali.
1. Matteo Bebi, Macteus Pinsit, Era Nuova 2022, p. 55.
2. F. Santi, La Pinacoteca Comunale di Gualdo Tadino, 1966, p. 32; G. Donnini, Aggiunte a Matteo da Gualdo, in "Antichità Viva", 4, pp. 3 – 9; E. Bairati, P. Dragoni, Matteo da Gualdo. Rinascimento Eccentrico tra Umbria e Marche, p. 189.
3. S. G. Spurny, Matteo da Gualdo, p. 41.
4. Registro di Piero di Mariano di Lorenzo di Ser Muscelli, testamenti dal 1473 al 1527, c. 218.